# Грабовецька гміна (Стрийський повіт)
Грабовецька гміна — колишня (1934—1939 рр.) сільська гміна Стрийського повіту Станиславівського воєводства Польської республіки (1918—1939) рр. Центром гміни було село Грабовець Стрийський.
1 серпня 1934 року в Стрийському повіті Станиславівського воєводства було створено гміну Грабовець Стрийський з центром у с. Грабовець Стрийський. До складу гміни входили наступні сільські громади: Бригідин (суч. Ланівка), Дуліби, Грабовець Стрийський, Голобутів, Колодниця, Конюхів, Нежухів і Завадів.